# National Airways
National Airways Corporation (NAC) – południowoafrykańska linia lotnicza z siedzibą na lotnisku Lanseria w Johannesburgu. Firma oferuje liczne usługi w zakresie obsługi samolotów i helikopterów takie jak utrzymanie maszyn, szkolenia dla pilotów, sprzedaż części zamiennych i zarządzanie ruchem lotniczym. 
Do lotów czarterowych spółka powołała linię NAC Charters, z główną bazą na lotnisku Lanseria i hubami lotniczymi na lotniskach w Kapsztadzie, Gaborone i Nelspruit. 

## Historia
Linia została założona w 1946 roku, 25 maja rozpoczęła obsługę połączeń lotniczych. 1 lipca 1999 roku Safair, spółka zależna od Imperial Holdings Group, wykupiła linie. W tym samym czasie Streamline Aviation połączyło się z NAC, dając początek liniom NAC Charter. Akcje spółki są rozdzielone pomiędzy Imperial Holdings (68%) i zarząd firmy. Line zatrudniają 320 pracowników (dane z marca 2007 roku).

## Flota
Flota National Airways składa się z następujących samolotów: 

(stan z marca 2009 roku)
- Bombardier Learjet 35A (1 sztuka)
- Cessna 208 (1 sztuka)
- Raytheon Beech King Air C90B (3 sztuki)
- Raytheon Beech King Air B200 (3 sztuki)
- Raytheon Beech King Air 350 (2 sztuki)
- Beechcraft Premier I (1 sztuka)
- Beechcraft 1300 (1 sztuka)
- Raytheon Beech 1900C Airliner (5 sztuk)
- Raytheon Beech 1900D Airliner (16 sztuk)
- Hawker 400 (1 sztuka)

## Awarie i wypadki
- 6 października 1970 roku Douglas C-47B (oznaczenie ZS-DKR) rozbił się niedaleko Germiston na skutek awarii silnika krótko po starcie z portu lotniczego Rand; 3 z 11 osób będących na pokładzie zginęły[4].